# Zgornje Humče
Zgornje Humče (nemško Oberguntschach) je naselje v Občini Žihpolje v Okraju Celovec-dežela na Koroškem v Avstriji.